# Frank Zummo
 (mai 2025).
La mise en forme du texte ne suit pas les recommandations de Wikipédia : il faut le « wikifier ».
Les points d'amélioration suivants sont les cas les plus fréquents :
- Les titres sont pré-formatés par le logiciel. Ils ne sont ni en capitales, ni en gras.
- Le texte ne doit pas être écrit en capitales (les noms de famille non plus), ni en gras, ni en italique, ni en « petit »…
- Le gras n'est utilisé que pour surligner le titre de l'article dans l'introduction, une seule fois.
- L'italique est rarement utilisé : mots en langue étrangère, titres d'œuvres, noms de bateaux, etc.
- Les citations ne sont pas en italique mais en corps de texte normal. Elles sont entourées par des guillemets français : « et ».
- Les listes à puces sont à éviter, des paragraphes rédigés étant largement préférés. Les tableaux sont à réserver à la présentation de données structurées (résultats, etc.).
- Les appels de note de bas de page (petits chiffres en exposant, introduits par l'outil «  Source ») sont à placer entre la fin de phrase et le point final[comme ça].
- Les liens internes (vers d'autres articles de Wikipédia) sont à choisir avec parcimonie. Créez des liens vers des articles approfondissant le sujet. Les termes génériques sans rapport avec le sujet sont à éviter, ainsi que les répétitions de liens vers un même terme.
- Les liens externes sont à placer uniquement dans une section « Liens externes », à la fin de l'article. Ces liens sont à choisir avec parcimonie suivant les règles définies. Si un lien sert de source à l'article, son insertion dans le texte est à faire par les notes de bas de page.
- La présentation des références doit suivre les conventions bibliographiques. Il est recommandé d'utiliser les modèles {{Ouvrage}}, {{Chapitre}}, {{Article}}, {{Lien web}} et/ou {{Bibliographie}}. Le mode d'édition visuel peut mettre en forme automatiquement les références.
- Insérer une infobox (cadre d'informations à droite) n'est pas obligatoire pour parachever la mise en page.

Pour une aide détaillée, merci de consulter Aide:Wikification.
Si vous pensez que ces points ont été résolus, vous pouvez retirer ce bandeau et améliorer la mise en forme d'un autre article.
Frank C. Zummo, né le 2 juillet 1978 à Long Island, est un musicien et auteur-compositeur américain, surtout connu comme le batteur de Sum 41 et Street Drum Corps.

## Carrière
Zummo commence la batterie à l'âge de 3 ans et assiste à son premier concert, de Mötley Crüe, à l'âge de 5 ans,. En 1985, à l'âge de 7 ans, il remporte son premier prix de batterie lors de la compétition Long Island Drum Centers “Battle of the Beats”,.
En 2004, Zummo est l'un des membres fondateurs de Street Drum Corps.
Frank Zummo a joué en tant que batteur pour plusieurs autres groupes, à la fois en tant que membre à plein temps et membre de session, notamment avec Thenewno2, theStart, Dead By Sunrise et Krewella. 

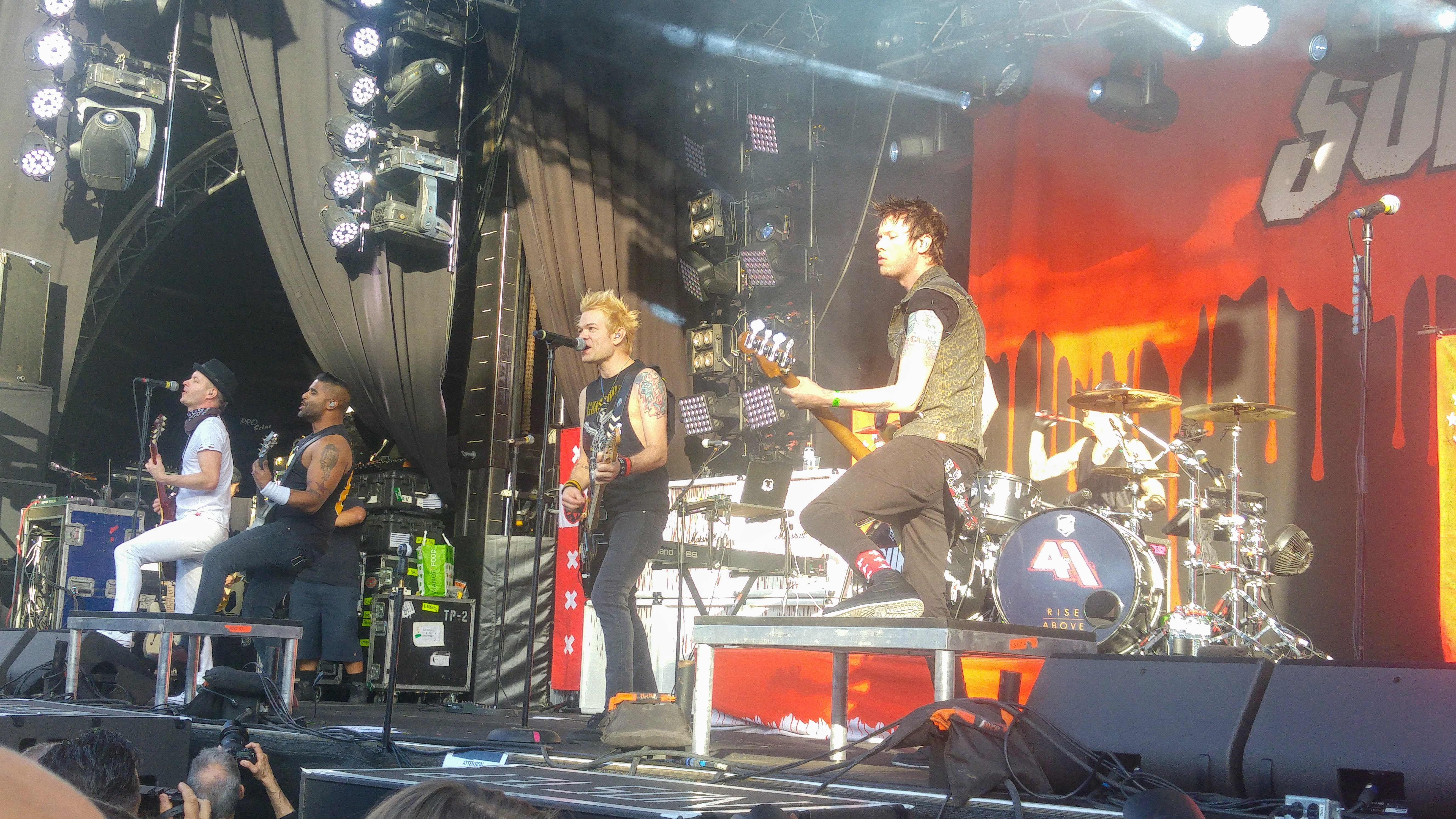
Sum 41 au Caribana Festival en Suisse en 2017

En août 2009, Zummo remplace Tommy Lee pour une série de spectacles de Mötley Crüe. En janvier 2011, il devient le nouveau batteur du groupe Julien-K.

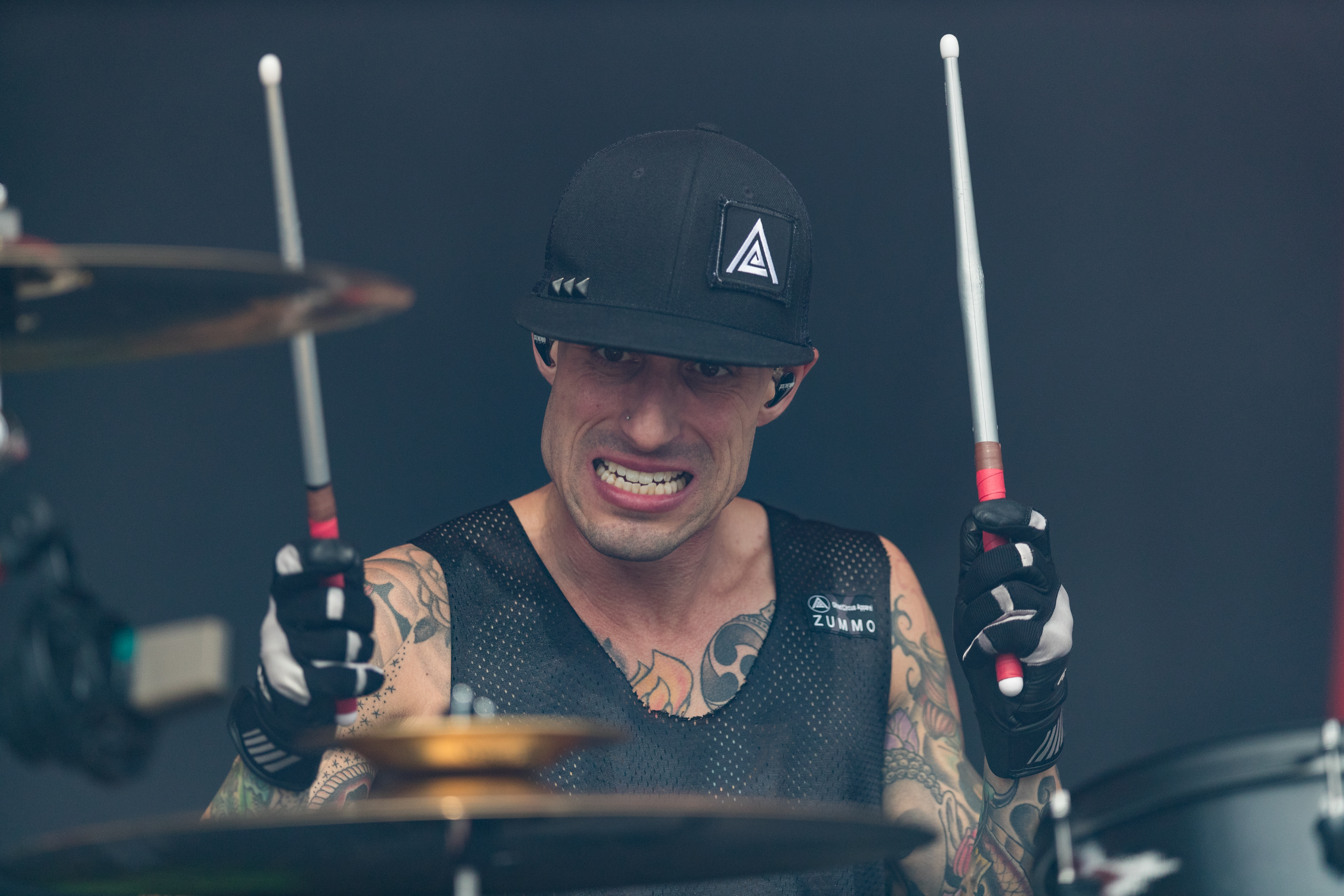
Frank Zummo au Rock am Ring en 2017

En 2015, Frank Zummo rejoint le groupe Sum 41, après le départ du batteur original et membre fondateur Steve Jocz en 2013,,. 
À ce jour[Quand ?], Zummo a enregistré trois albums avec Sum 41 : 13 Voices en 2016, Order in Decline en 2019 et Heaven :x: Hell en 2024.
Frank Zummo a joué plusieurs fois des sets de batterie et des sets de DJ à Emo Nite à Los Angeles.
En mai 2025, le groupe Electric Callboy annonce que Frank Zummo remplace David-Karl Friedrich pour la tournée de festival de l'été 2025.

## Discographie
Avec Street Drum Corps :
- 2006 : Street Drum Corps
- 2008 : We Are Machines
- 2010 : Big Noise
- 2012 : Children of the Drum

Avec Sum 41 :
- 2016 : 13 Voices
- 2019 : Order in Decline
- 2024 : Heaven :x: Hell

Artiste invité :
- Titus – Wasted Youth
- Virtual Riot & Modestep - This Could Be Us

## Récompense
Une liste sélective des prix et nominations de Zummo.
| Années | Candidat      | Récompense                                        | Résultat |
| ------ | ------------- | ------------------------------------------------- | -------- |
| 2017   | "Frank Zummo" | Alternative Press Music Awards – Meilleur batteur | Gagné    |